# 孫芳安
弗兰西斯·亚当森（英語：Frances Adamson，1961年4月20日—），中文名孙芳安，澳大利亞外交官，曾任澳大利亚駐華大使、澳大利亞總理外交政策顧問、澳大利亞外交貿易部常務副部長等職。2021年5月，南澳州州長馬紹雲宣佈她獲委為南澳州總督，同年10月履新。

## 經歷
孫氏出生於澳大利亞阿德雷德。1985年成為聯邦公務員之前，在阿德雷德大學取得了經濟學學士學位。
1987至1990年間，她在澳大利亞駐香港專員公署（領事館）任職，包括擔任一等秘書。1993至1998年間擔任政治參贊，接着於1998至2000年期間，她擔任了澳大利亞外交貿易部的一系列高級職位，包括行政、規劃與評估司副司長。
2001至2005年期間，孫芳安獲任為澳大利亞駐台灣商工辦事處主任（駐台代表），她曾兩次在澳大利亞駐英國高級專員公署（大使館）任職，包括2005至2008年間擔任副館長。2009至2010年期間她還擔任外交部長幕僚長。2011年至2016年任駐北京大使，其後回國繼續於坎培拉服務外交部，直至獲女王任命為南澳總督而回到阿德萊德工作。
孫芳安已婚，丈夫為班騰（Roderick A. J. Bunten），有四個子女，並能講漢語。